# 布若斯泰克

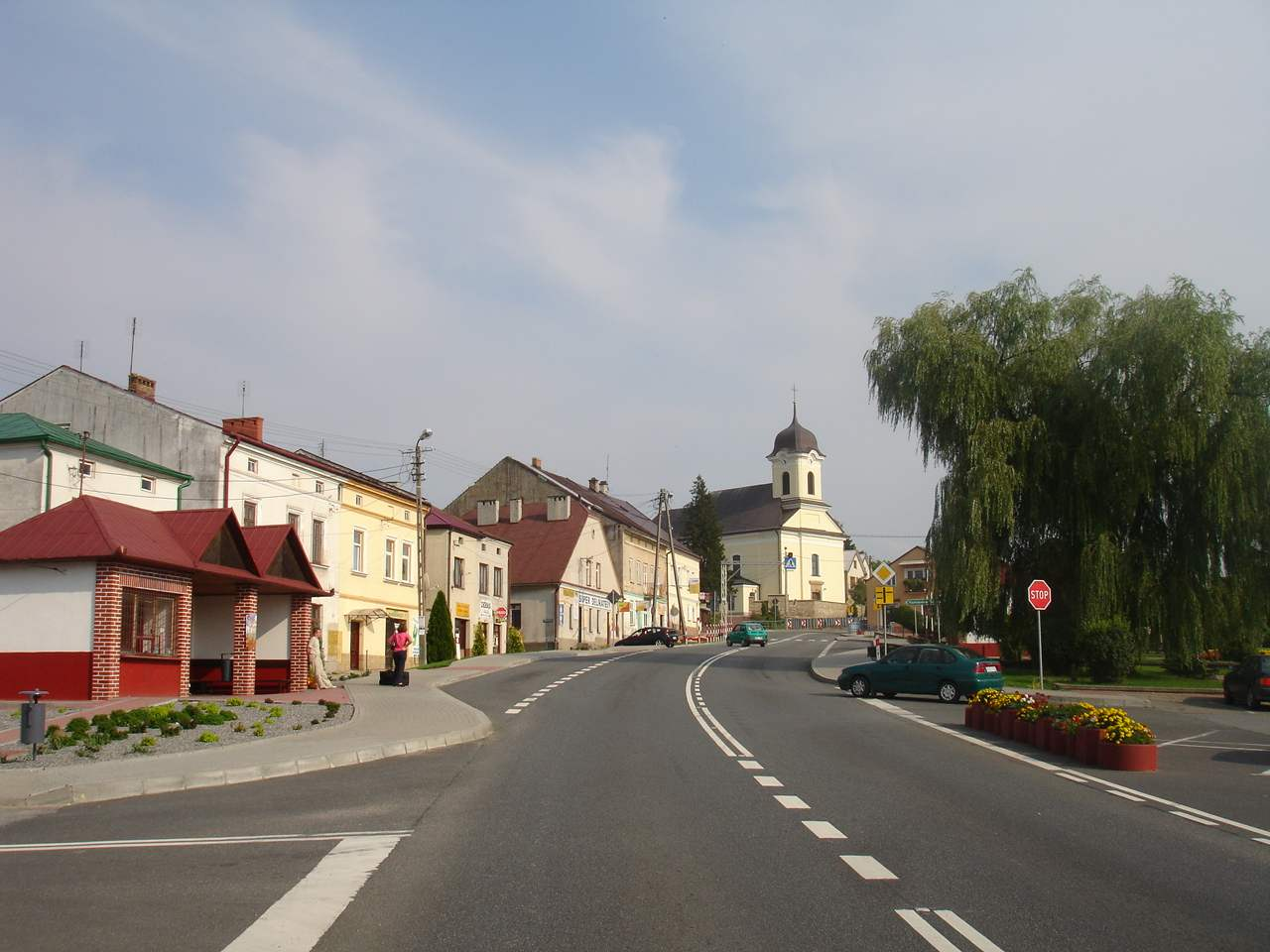

布若斯泰克是波蘭的城鎮，位於該國東南部，由喀爾巴阡山省負責管轄，面積6.84平方公里，2009年人口2,599。第二次世界大戰期間，納粹德國殺害該鎮的猶太人居民，並大肆破壞建築物。
49°52′56″N 21°24′26″E / 49.88222°N 21.40722°E